# Teletrece
Teletrece é um telejornal chileno exibida pelo Canal 13 desde 1 de março de 1970. É a mais longa corrida telejornal na televisão chilena.

## Edições
| Título        | Horário semanal   | Hora                                                          |
| ------------- | ----------------- | ------------------------------------------------------------- |
| Tele13        | Segunda a Domingo | 21:00-22:05                                                   |
| Tele13 AM     | Segunda a Sexta   | 06:30-08:00                                                   |
| Tele13 Tarde  | Segunda a Sexta   | 13:30-15:00                                                   |
| Tele13 Tarde  | Sábado e Domingo  | 13:30-14:30                                                   |
| Tele13 Noche  | Segunda a Sexta   | 00:20-01:00                                                   |
| T13 a la hora | Segunda a Sexta   | 9:00, 10:00, 11:00, 12:00, 16:00, 17:00, 18:00, 19:00 e 20:00 |
| T13 a la hora | Sábado e Domingo  | 16:00, 17:00, 18:00, 19:00 e 20:00                            |
| T13 C         | Segunda a Domingo | 21:00-22:00                                                   |

## Apresentadores
- Constanza Santa María
- Ramón Ulloa
- Montserrat Álvarez
- Paulo Ramírez
- Carolina Urrejola
- Iván Valenzuela
- Cristián Pino
- Álvaro Paci
- Antonio Quinteros